# Cẩm Châu, Liêu Ninh
Cẩm Châu (giản thể: 锦州市; phồn thể: 錦州市; bính âm: Jǐnzhōu Shì, Hán-Việt: Cẩm Châu thị) là một địa cấp thị của tỉnh Liêu Ninh, Trung Quốc. Cẩm Châu có diện tích 9.988,6 km², dân số năm 2020 là 2.703.853 người, trong đó 1.111.849 người sống trong vùng nội thành.

## Phân chia hành chính
Cẩm Châu có 8 đơn vị hành chính cấp huyện gồm 3 quận, 2 huyện, 2 thành phố cấp huyện và 1 đơn vị hành chính đặc biệt:
- Quận: Thái Hòa (太和区), Cổ Tháp (古塔区), Lăng Hà (凌河区)
- Thành phố cấp huyện: Lăng Hải (凌海市), Bắc Trấn (北镇市)
- Huyện: Hắc Sơn (黑山县), Nghĩa (义县)
- Đơn vị hành chính đặc biệt: Khu phát triển kinh tế và kỹ thuật Cẩm Châu (锦州经济技术开发区)

Các đơn vị hành chính trên được chia tiếp thành 43 trấn, 69 hương và 1680 thôn hành chính.